# Alain Bernardin
Pour les articles homonymes, voir Bernardin.
Alain Bernardin, né le 9 janvier 1916 à Dijon et mort le 15 septembre 1994 à Paris 8e, est le fondateur du cabaret Crazy Horse Saloon et le créateur de l'Art du Nu.

## Biographie
Il fonde en 1951 le Crazy Horse Saloon. En dehors du Crazy Horse à Paris, deux autres établissements ont été ouverts à l'étranger : l'un à Las Vegas, l'autre à Singapour jusqu'en 2007.
En 1977, il réalise le film Crazy Horse de Paris, dans lequel apparaissent notamment Rosa Fumetto, Lova Moor, Lily Paramount. Il y joue également son propre rôle. Ces années là, il est en couple avec Lison Bonfils, ancienne mannequin devenue styliste. 
Il se marie en 1985 à sa meneuse de revue Lova Moor qu'il a découverte et lancée. Alain Bernardin se suicide en 1994, dans son bureau du Crazy Horse, à 78 ans. Il est inhumé à Louveciennes (Yvelines) au cimetière des Arches (partie nouvelle).

## Ouvrage
- Crazy Horse Saloon, photographies d'Emil Perauer avec la collaboration d'Alain Bernardin, Denoël-Gouraud, Paris, 1967
- Alain Bernardin " Crazy Horse légendaire 1951-1991 ", Éditions Lincoln, Paris, 1991

## Filmographie
- 1977 : Crazy Horse de Paris de lui-même : son propre rôle